# Сухадол (Словенське Коніце)
Сухадол (словен. Suhadol) — поселення в общині Словенське Коніце, Савинський регіон, Словенія. Висота над рівнем моря: 429,7 м.